# Friedrich Müller (fotbalista)
Friedrich Müller (7. července 1909 – 15. května 1978) byl rakouský fotbalista.

## Fotbalová kariéra
V československé lize hrál v ročníku 1935/36 za SK Viktoria Plzeň. Gol v lize nedal.

## Prvoligová bilance
| Ročník              | Zápasy | Góly | Minuty | Klub              |
| ------------------- | ------ | ---- | ------ | ----------------- |
| Státní liga 1935/36 | 11     | 0    | 990    | SK Viktoria Plzeň |
| CELKEM I. ČS. LIGA  | 11     | 0    | 990    |                   |